# Контрольна зі спеціальності
«Контрольна зі спеціальності» (рос. «Контрольная по специальности») — білоруський радянський художній фільм 1981 року режисера Бориса Шадурського.

## Сюжет
Студентка історичного факультету Алька отримує завдання: знайти учасника війни й розповісти про нього. Спочатку дівчина ставиться до збору необхідного матеріалу для реферату з властивою їй безпечністю та легковажністю. Але зустріч з колишньою партизанкою перевертає все її життя...

## У ролях
- Євгенія Симонова
- Руфіна Ніфонтова
- Інна Макарова
- Тетяна Мархель
- Казімірас Віткус
- Іван Дмитрієв
- Павло Кормунін
- Антон Табаков
- Тамара Акулова
- Людмила Ревзіна

## Творча група
- Сценарій: Ігор Болгарин, Марта П'ятигорська
- Режисер: Борис Шадурський
- Оператор: Анатолій Клеймьонов
- Композитор: Веніамін Баснер